# Aeropuerto Charaña
Aeropuerto Charaña (OACI: SLCN) es un aeropuerto público ubicado en la localidad de Charaña, La Paz, Bolivia